# Edmund Serrure jr.
Edmund Serrure jr. (Sint-Joost-ten-Node, 25 december 1856 - Laken, 1 januari 1925) was een Belgisch architect, en zoon van Edmund Serrure sr..
Vanaf 1882 was hij stadsarchitect van Sint-Truiden. Hij ontwierp, restaureerde en verbouwde kerken, onder meer in neogotische en neoromaanse bouwstijlen. Ook enkele burgerlijke huisen zijn van zijn hand.